# اوکه‌گاوا، سایتاما
اوکه‌گاوا در استان سایتاما در کشور ژاپن  واقع شده‌است  که دارای جمعیت ۷۴٬۷۰۳ نفر و مساحت ۲۵٫۲۶ کیلومتر مربع با تراکم جمعیت ۲٬۹۵۷  نفر در کیلومترمربع است و در تاریخ ۳ نوامبر ۱۹۷۰ به عنوان شهر شناخته شد.